# Zagrebs dockteater

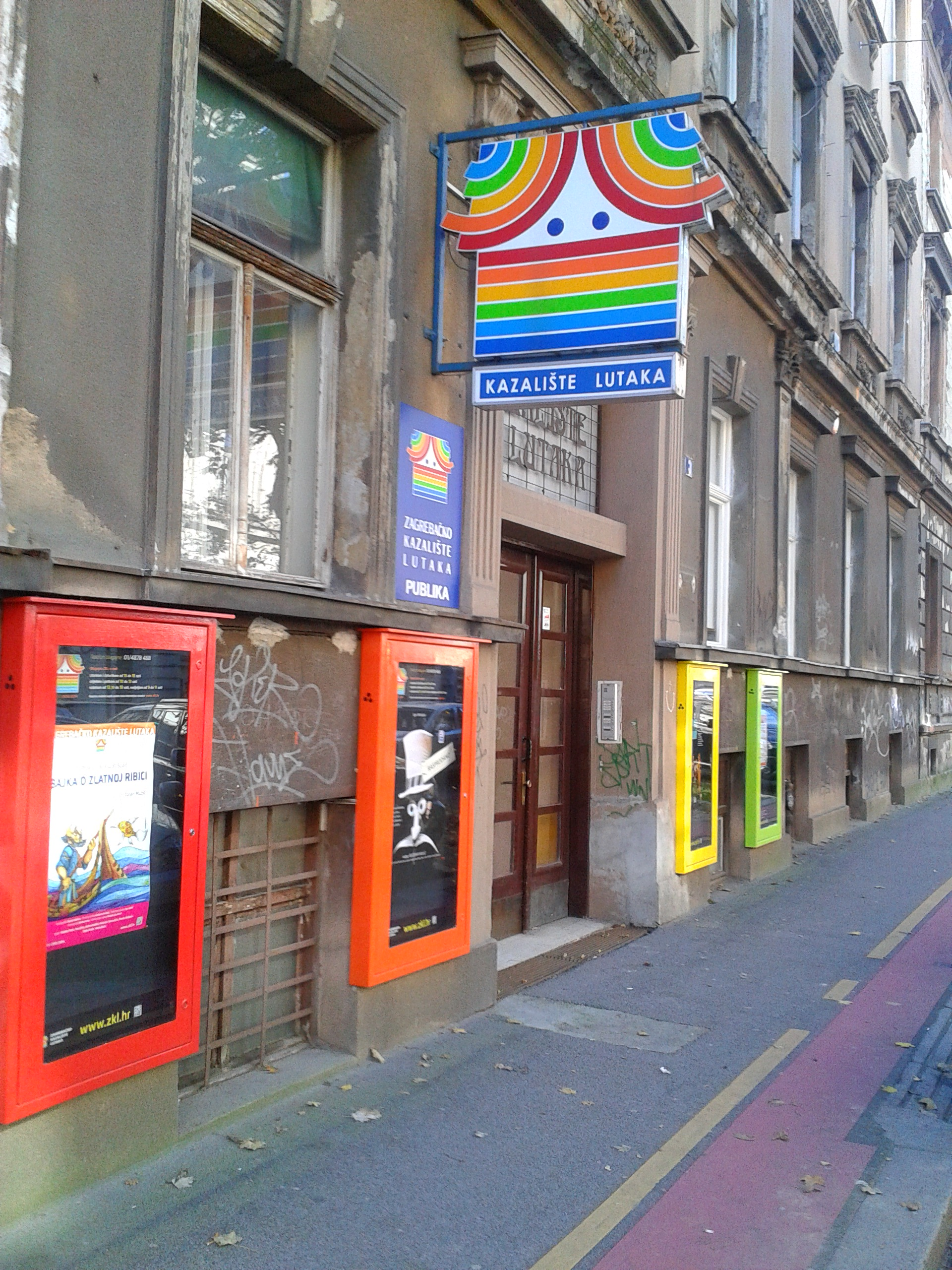
Dockteaterns norra entré år 2010.

Zagrebs dockteater (kroatiska: Zagrebačko kazalište lutaka) är en dockteater i Zagreb i Kroatien. Den etablerades år 1948 och är belägen på adressen "Trg kralja Tomislava 19" (Kung Tomislavs torg 19) i Nedre staden.

## Historik och beskrivning
Zagreb dockteater grundades år 1948 och är den äldsta kroatiska professionella dockteatern. Den har sedan starten samlat förstklassiga artister, däribland dramatiker, poeter, målare, skulptörer, musiker, koreografer, kostymdesigners, regissörer och skådespelare. Idag har teatern cirka 60 anställda. Dockor och scenuppsättningar är konstruerade i teaterns egna verkstad.
Efter fem års renoveringsarbeten flyttade dockteatern år 2004 tillbaka till sin nyrenoverade lokal vid Kung Tomislavs torg. Lokalen är sedan dess en vackert restaurerad arena med 200 sittplatser och en högteknologisk scen utrustad för dockteater med levande föreställningar, kammaroperor, dansuppträdanden och konserter. Dockteaterns föreställningar riktar sig speciellt till barn och deras familjer och sammantaget har teatern presenterat mer än 320 produktioner.
Dockteaterns policy är att föreställningarnas tekniska aspekter inte får överskugga föreställningens budskap eller bli dess centrala punkt. Med detta i åtanke strävar teatern efter att hitta balansen mellan det talade ordet och skådespelet. En del av dockteaterns produktioner är baserade på originalarbeten av moderna författare men de flesta föreställningarna baseras på klassiska sagor omdefinierade av de mest framstående kroatiska och utländska teaterdirektörerna.